# Stirling
Stirling (schottisch-gälisch Sruighlea, Scots Stirlin) ist eine nordwestlich von Edinburgh gelegene schottische Stadt mit 36.142 Einwohnern. Die noch erhaltene mittelalterliche Altstadt entwickelte sich um die große Burg (Stirling Castle) herum, die immer noch das Stadtbild beherrscht.
Stirling war in früheren Jahrhunderten schon einmal (als Burgh) eine Hauptstadt von Schottland, in der Gegenwart ist es ein Verwaltungs- und Handelszentrum mit wenig Industrie. Trotz seiner Bedeutung in der Geschichte erhielt es erst anlässlich des 50-jährigen Thronjubiläums von Königin Elisabeth II. im Jahr 2002 die heutigen Stadtrechte. Die Stadt gibt einem schottischen Verwaltungsbezirk den Namen: Stirling Council Area.

## Geschichte
Bereits aus der Steinzeit wurden Siedlungsspuren in der Gegend gefunden. Spätestens aber seit der römischen Besatzungszeit war der Ort aufgrund seiner günstigen Lage auf einem leicht zu verteidigenden Hügel strategisch wichtig. Der Hügel, auf dem später die Burg gebaut wurde, beherrschte außerdem den Flusslauf des Forth. Im Jahre 655 wurde Oswiu von Northumbrien von Penda von Mercia belagert in einer Festung, die „luddeu“ bzw. „Urbs Giudi“ genannt wurde. Es wird vermutet, dass diese Festung in Stirling stand. Die nahe der Stadt gelegenen Furt durch den Fluss brachte Wohlstand und Einfluss, ebenso der später errichtete Hafen. Im 12. Jahrhundert erhoben König David und seine Nachfolger die Stadt, die damals „Strivelyn“ genannt wurde, zum königlichen Burgbezirk (schottisch: Burgh). An der Furt, die später zur Brücke ausgebaut wurde, kam es während der ständigen Konflikte der Schotten mit den Engländern im Jahre 1297 zu der Schlacht von Stirling Bridge. 1314 trafen sich die beiden Heere erneut nahe der Brücke in der Schlacht von Bannockburn. In der Nähe des Schlosses befindet sich die Church of the Holy Rude. Diese historisch wertvolle Kirche ist neben der Westminster Abbey die einzige erhaltene Kirche in Großbritannien, in der eine Königskrönung stattgefunden hat. Die Kirche wurde Anfang des 15. Jahrhunderts wiederaufgebaut, nachdem sie im Feuer von 1405 Schaden erlitten hatte. Am 29. Juli 1567 wurde hier der Sohn von Königin Maria Stuart als Jakob VI. zum König von Schottland gekrönt. Später übernahm er als Jakob I. den englischen Thron. Am Turm und der Apsis der Kirche sind noch Beschädigungen aus dem englischen Bürgerkrieg zu sehen, als die Innenstadt von Stirling während der Schlacht von Stirling im Jahre 1648 mitten im Schlachtgeschehen stand.
Die Burgbefestigungen spielten eine militärstrategisch wichtige Rolle während der Jakobitenaufstände im 18. Jahrhundert. Zunächst versuchte der Earl of Mar 1715 vergeblich die Burg einzunehmen. Im Jahre 1746 konnte der jakobitische Thronprätendent Charles Edward Stuart (auch als „Bonnie Prince Charlie“ bekannt) die Stadt einnehmen, scheiterte aber daran, die Burg zu erobern. Als er sich daher aus der Stadt zurückziehen musste, sprengte er die Kirche von St Ninians, die als Munitionslager gedient hatte. Nur der Turm blieb erhalten und ist noch zu sehen.
Der am Fluss Forth gelegene Hafen brachte Wohlstand in die Stadt – insbesondere durch den Teehandel mit Indien und Holzhandel mit den baltischen Staaten. Mit der Erfindung und Verbreitung der Eisenbahn begann allerdings der Abstieg des Flusshandels. Nachdem schließlich eine Eisenbahnbrücke über den Fluss gebaut worden war, die es ermöglichte, die Waren auch weiter flussabwärts auf die Schiffe zu laden, verschwand der Hafen schließlich ganz in der Mitte des 20. Jahrhunderts.
1858 besuchte Theodor Fontane Stirling und beschrieb es in seinem Reisebericht Jenseit des Tweed.
Zu den bekannten Einwohnern Stirlings zählten die bereits erwähnte Königin Maria I., ihr Sohn Jakob VI. von Schottland, Sir Henry Campbell-Bannerman (ein früherer Premierminister), der Dokumentarfilmer John Grierson, der Filmmusikkomponist Muir Mathieson, der Filmanimationspionier Norman McLean, sowie die TV-Moderatorin Kirsty Young. Auch die Brüder Frank und Harold Barnwell lebten in Stirling, die im Jahre 1909 den ersten Motorflug in Schottland durchführten. Später entwickelte Frank Barnwell den Bristol-Blenheim-Bomber. Ein Denkmal für die Brüder wurde im Causewayhead-Kreisverkehr errichtet.
Stirling ist außerdem bekannt für seine Vielzahl von Geistern, die in verschiedenen Plätzen auftreten sollen. Die bekanntesten sind die „Green Lady“, die im Schloss mehrfach gesehen worden sein soll, und ein dort erscheinender Soldat. Die Gaststätte „Settle Inn“ gilt als einer der Orte, an denen die meisten Geistererscheinungen in Schottland auftreten.

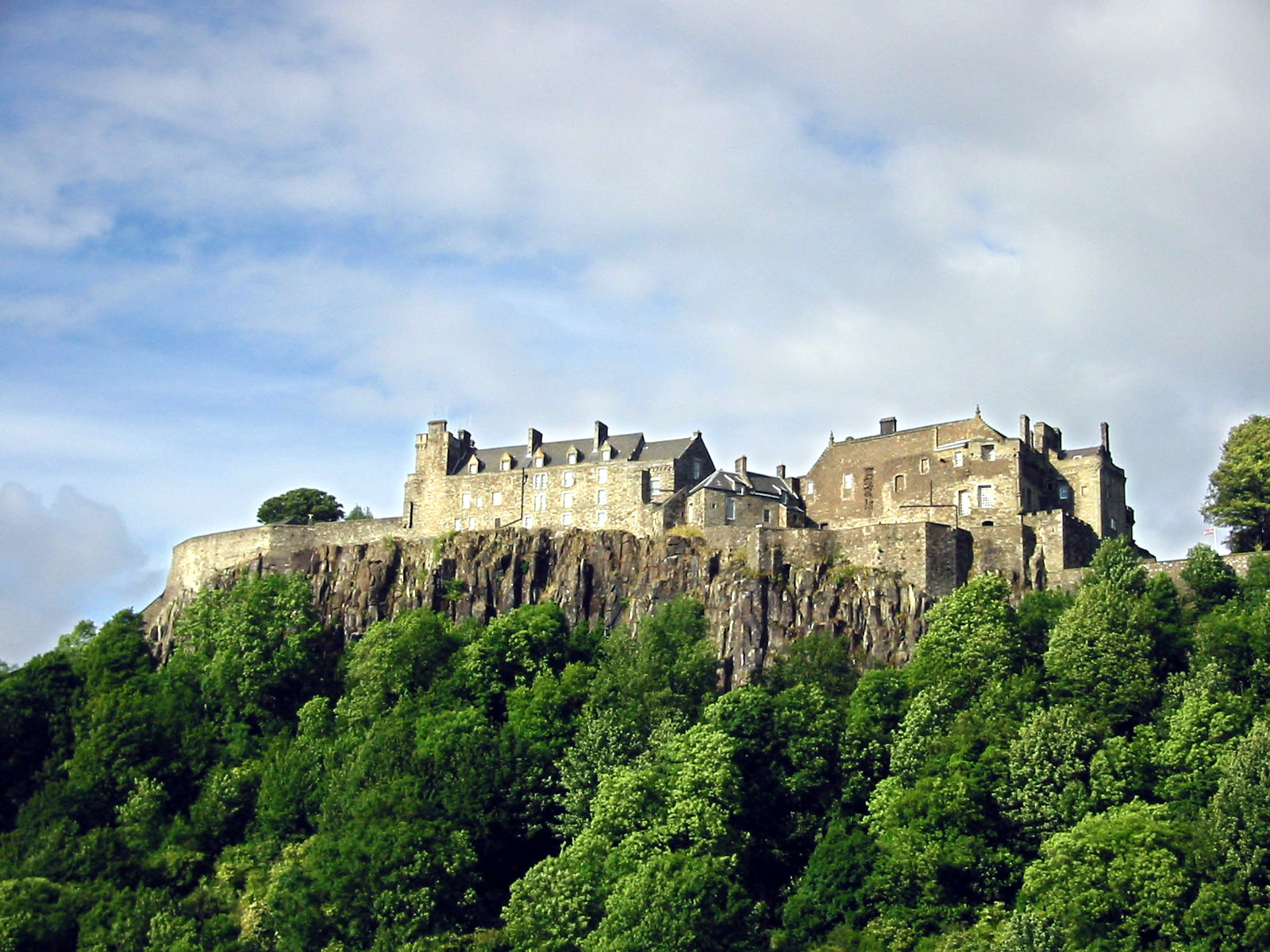
Stirling Castle (Süd-West Ansicht)
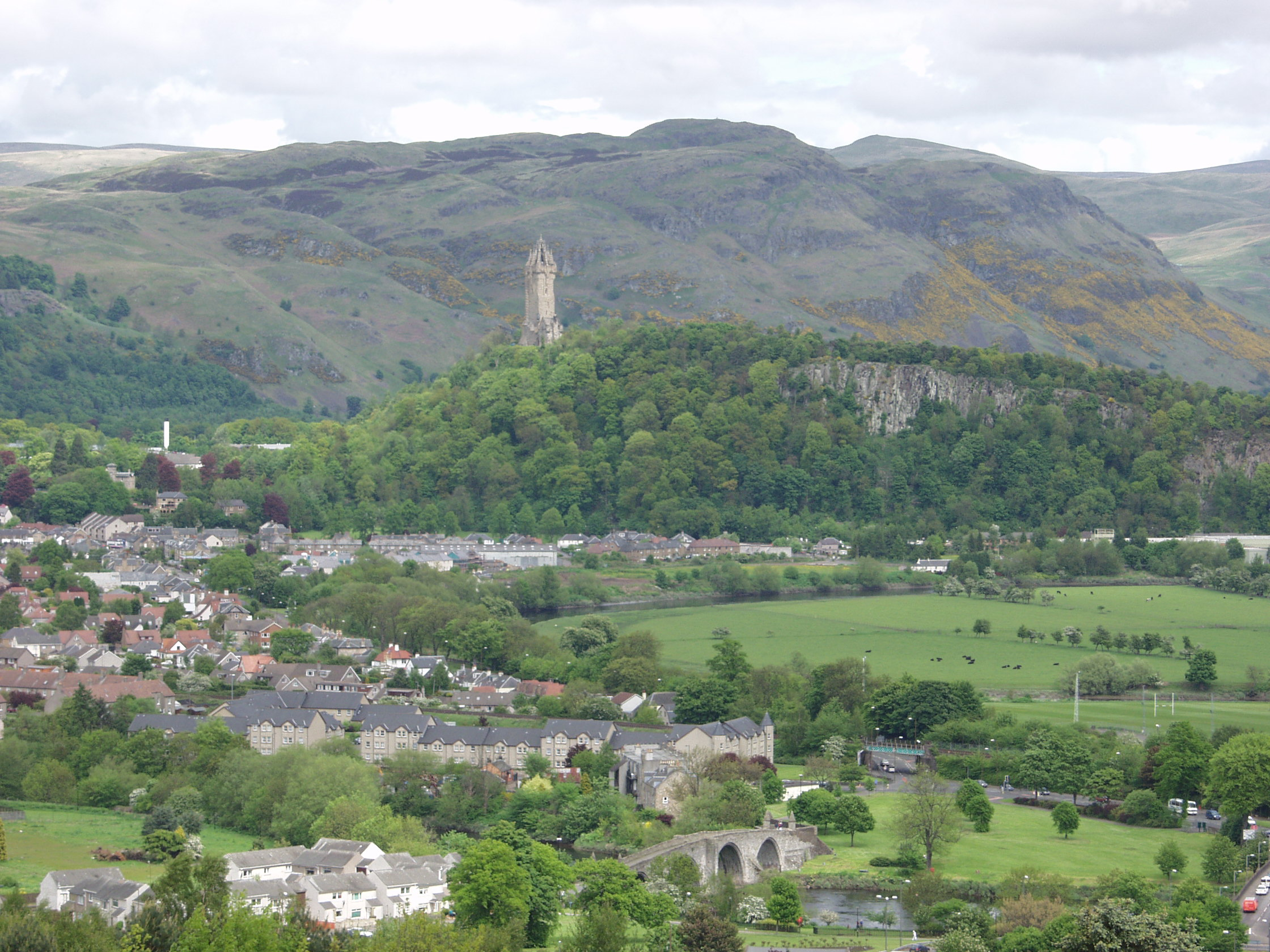
Blick von Stirling Castle auf die Stadt und das Wallace Monument
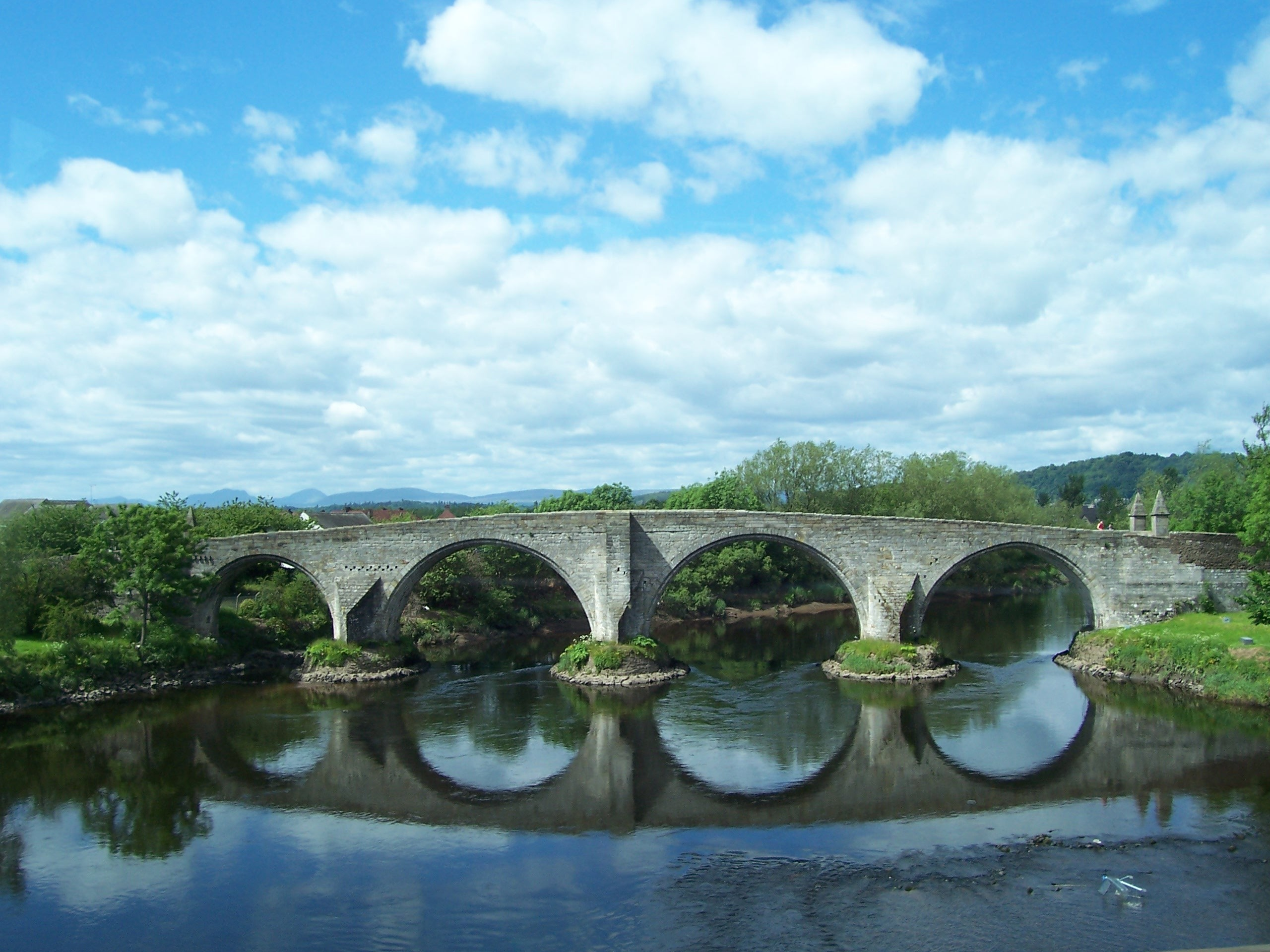
Stirling Bridge (2006)
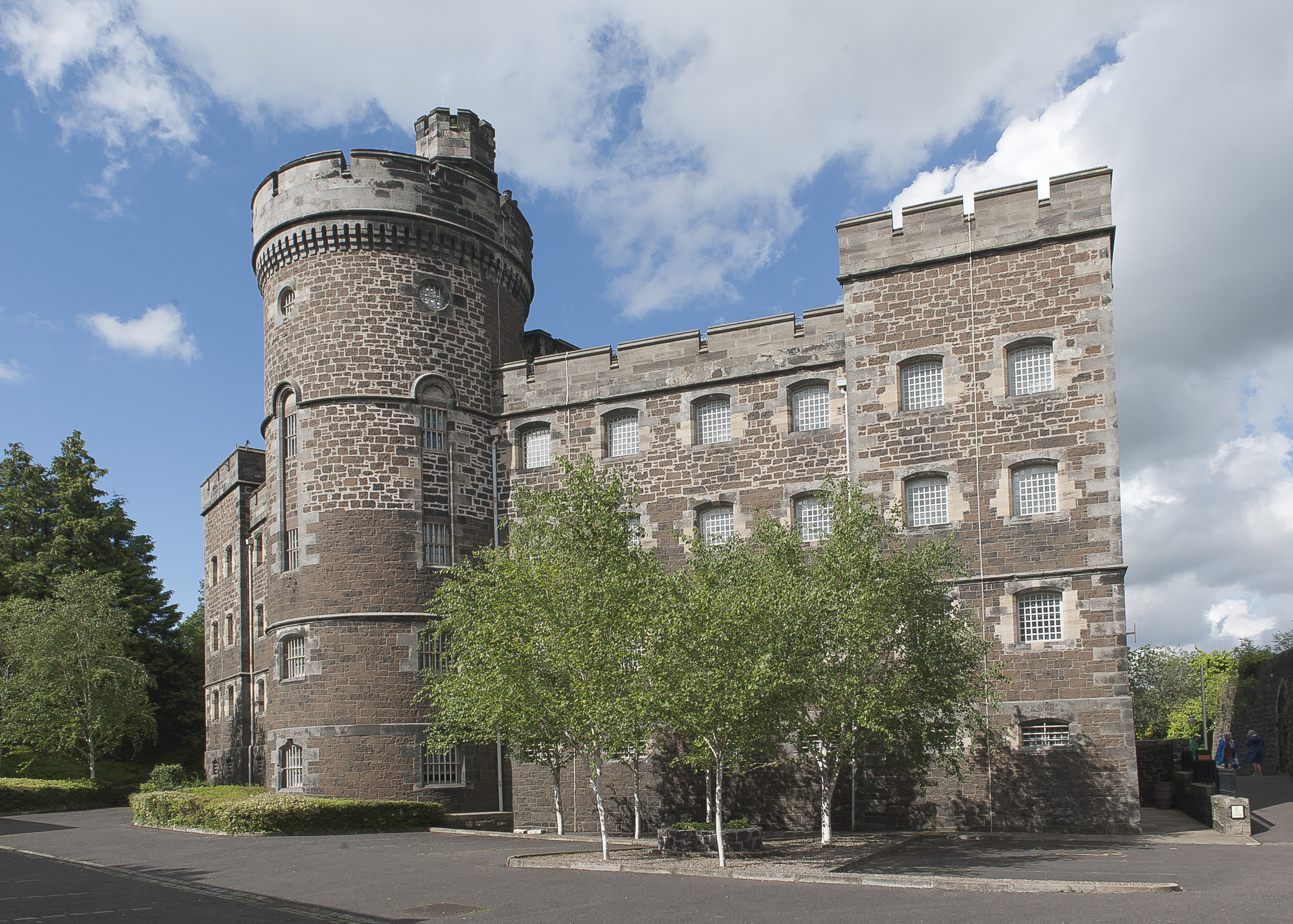
Old Town Jail

## Geografie und Klima

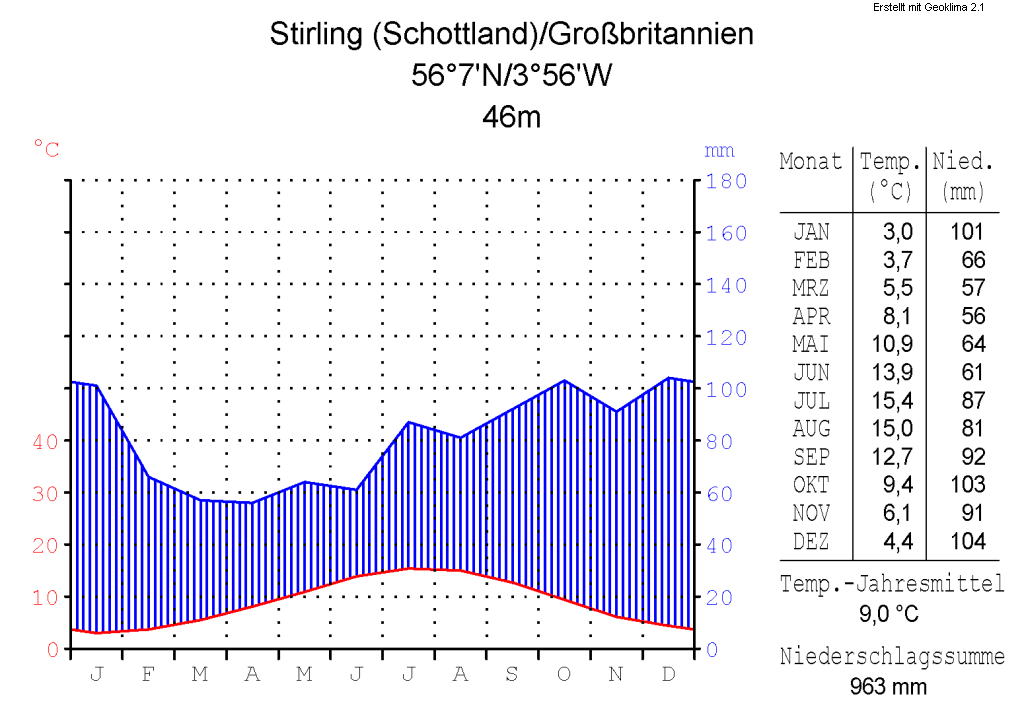
Klimadiagramm von Stirling

Stirling wird oft als „Tor zum Hochland“ bezeichnet, da hier die flache Hügellandschaft des schottischen Tieflands auf die steilen Hänge des Hochlands trifft. Dieser krasse Gegensatz wird besonders an den Steilhängen der Berge Ben Vorlich und Ben Ledi deutlich, die im Nordwesten der Stadt liegen, während sich auf der anderen Seite der Stadt im Osten eine der flachsten und fruchtbarsten landwirtschaftlichen Flächen Schottlands befindet.
Die Stadt und die Burg stehen auf einem alten Vulkankegel von strategischer Bedeutung. Gleichzeitig war die Furt des Forthflusses die erste Möglichkeit, von England kommend den Fluss zu überqueren. Direkt danach verbreitert sich der Fluss und nimmt an Tiefe zu. Selbst die Gezeiten des Meeres lassen sich dort schon spüren. Östlich der Stadt liegen die Ochil Hills, deren höchste Gipfel der Dumyat und der Ben Cleuch sind. Diese Hügel schließen sich direkt an die Flussniederungen des Forth an. Dort befindet sich auch auf einem eiszeitlichen Felssockel, dem Abbey Craig, das 1869 errichtete Wallace Monument, das an William Wallace, einen schottischen Freiheitskämpfer des 13. Jahrhunderts erinnert. Darin kann das gut erhaltene Schwert von William Wallace besichtigt werden, das ihn (so vermutet man) bei seinen Kämpfen begleitet hat. Erbaut wurde der Turm als „Attraktion für englische Touristen“ (behaupten die Ortsansässigen). Eine weitere Sehenswürdigkeit ist das zum Museum und Ausstellungsgebäude umfunktionierte Old Town Jail nahe der Burg, in dem das Strafwesen Großbritanniens der letzten Jahrhunderte bis heute eingehend studiert werden kann.
Das Klima in Stirling unterscheidet sich etwas vom üblichen zentralschottischen Klima, da es durch hauptsächlich südwestliche Winde vom Atlantischen Ozean stärker beeinflusst wird.

## Ortsteile von Stirling
| - Bannockburn - Braehead - Broomridge - Cambusbarron - Cambuskenneth - Causewayhead - Cornton | - Cowie - Kings Park - Raploch - Riverside - St Ninians - Top of the Town - Torbrex |

## Bevölkerung
In der Volkszählung von 2001 wurden 41.243 Einwohner in Stirling ermittelt; inzwischen hat sich die Einwohnerzahl Schätzungen zufolge erhöht. Nimmt man die umliegenden Bezirke dazu, lag die Einwohnerzahl bei etwa 86.000 Einwohnern. Stirling ist die in Schottland am drittschnellsten wachsende Stadt. Bei der Volkszählung 2001 wurde auch ermittelt, dass 52,7 % der Einwohner weiblich und 47,3 % männlich sind. 16,7 % sind unter 16 Jahren, während der schottische Durchschnitt bei 19,2 % liegt. Die Zahl der Rentner liegt mit 17,8 % auch knapp unter dem schottischen Durchschnitt von 18,6 %. Die größte Bevölkerungsgruppe ist mit 24,3 % die Altersklasse von 16–29 Jahren. Der Anteil der nicht gebürtigen Schotten liegt bei 16,5 % (schottischer Durchschnitt: 12,8 %). Das Durchschnittsalter der Bevölkerung ist sowohl bei den Männern mit 34 Jahren, als auch bei den Frauen mit 36 Jahren etwas jünger als im gesamtschottischen Durchschnitt (37 Jahre bei Männern, 39 bei Frauen).

## Politik und Regierung
Die Stadt Stirling ist Teil der Council Area Stirling, die 1994 eingerichtet wurde. Alle vier Jahre finden Kommunalwahlen statt, zuletzt im Mai 2017. Dabei gewannen die Scottish Conservative Party und die Scottish National Party jeweils neun Ratssitze, während die Labour Party vier Sitze und die Scottish Green Party einen Sitz gewann. In der Folge verließ jedoch ein konservatives Ratsmitglied die Partei, und sitzt jetzt als parteiloses Mitglied im Rat. Die Ratsvorsitzende von Stirling ist Councillor Christine Simpson.

## Wirtschaft
Stirling liegt inmitten einer der fruchtbarsten landwirtschaftlichen Flächen Schottlands und entwickelte sich aus diesem Grund schon früh zur Marktstadt, in der die Landwirte aus dem Umland ihre Waren anboten. Heutzutage spielt die Landwirtschaft zwar immer noch eine große Rolle in der Wirtschaft Stirlings, ist aber nicht mehr so vorherrschend wie in früheren Jahren. Gleichzeitig hat sich Stirling, bedingt durch die günstige Verkehrslage, zu einem wichtigen Einkaufszentrum für die umliegende Gegend entwickelt.
Sämtliche großen Einkaufsketten sind in der Stadt vertreten und mittlerweile haben sich auch am Stadtrand mehrere große Einkaufszentren angesiedelt, sehr zum Unwillen der Geschäfte im Zentrum. Außerdem sind Finanzdienstleister wie die Zentrale der großen Versicherungsagentur „Prudential“ und die Tourismusindustrie zwei Hauptarbeitgeber der Gegend. Aufgrund der Vielzahl historischer Gebäude und der landschaftlichen Gegebenheiten gilt Stirling als eine der Haupttouristenattraktionen Schottlands.
Gute Verkehrsanbindungen existieren zu den Städten Glasgow und Edinburgh. 12.000 Arbeitnehmer fahren täglich nach auswärts zur Arbeit, während 13.800 Arbeitnehmer von außerhalb nach Stirling arbeiten kommen.

## Sport

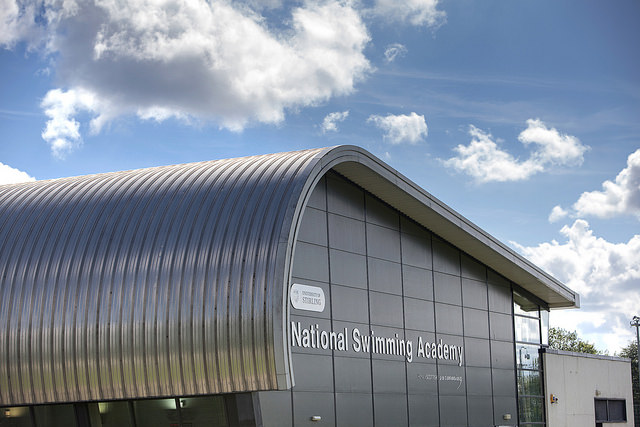
Die Schwimmhalle und Sportanlage der National Swimming Academy der Universität Stirling

Die bekanntesten Vereine aus Stirling sind der Fußballclub Stirling Albion und die Rugbymannschaft von „Stirling County“.
Die schottischen Fußballnationalspieler Billy Bremner und Duncan Ferguson wurden in Stirling geboren, ebenso der bekannte Jockey Willie Carson. Außerdem ist Stirling von einer Vielzahl von Golfplätzen umgeben und die Universität von Stirling gehört zu den Universitäten mit den besten Sportanlagen in Großbritannien.

## Ausbildung
Die Universität Stirling wurde 1967 eröffnet und liegt außerhalb der Stadt. Sie hatte Anfang 2021 über 14.000 Studierende, von denen 20 % von außerhalb Großbritanniens kamen. Innerhalb der Stadt gibt es drei Highschools, die Stirling High School mit 1020 Schülern, die Wallace High School mit 1050 Schülern und die St. Modan’s High School im Vorort St Ninians.

## Partnerstädte
Partnerstädte von Stirling sind
- Villeneuve-d’Ascq, Frankreich
- Dunedin, Florida, USA
- Summerside, Prince Edward Island, Kanada
- Óbuda (Alt-Buda), Ungarn
- Wyborg, Russland
- Galway, Irland
- Keçiören, Türkei, seit 2013

## Söhne und Töchter der Stadt
- Henry Frederick Stuart (1594–1612), Prince of Wales
- Robert Graham (1786–1845), Botaniker und Arzt
- George Robert Gleig (1796–1888), Schriftsteller und Soldat
- John Russell (1796–1846), Anwalt und Reiseschriftsteller
- Alexander Balloch Grosart (1827–1899), Geistlicher und Herausgeber
- William Robert Galbraith (1829–1914), Bau- und Eisenbahningenieur
- Cyril Davenport (1848–1941), Bibliotheksmitarbeiter, Kunstgelehrter und Kunstgewerbler
- Henry Drummond (1851–1897), evangelikaler Autor und Dozent
- Ruby Grierson (1904–1940), Dokumentarfilmregisseurin und -produzentin
- Daniel Edwin Rutherford (1906–1966), Mathematiker
- Martin Boddey (1907–1975), Schauspieler
- Muir Mathieson (1911–1975), musikalischer Leiter und Dirigent
- Norman McLaren (1914–1987), kanadischer Trickfilmregisseur
- Malcolm Caldwell (1931–1978), Hochschullehrer und Apologet Pol Pots
- Craig Reedie (* 1941), Sportfunktionär und Badmintonspieler
- Billy Bremner (1942–1997), Fußballspieler
- Jimmy Ryan (* 1945), Fußballspieler und -trainer
- Cathie Craigie (* 1954), Politikerin (Labour Party)
- John Shaw (* 1954), Fußballtorhüter
- Gary Gillespie (* 1960), Fußballspieler
- Scott McBain (* 1960), Autor
- Niall Mackenzie (* 1961), Motorradrennfahrer
- Simone Lahbib (* 1965), Schauspielerin
- Rob Ray (* 1968), Eishockeyspieler
- Duncan Ferguson (* 1971), Fußballspieler
- Julian Richard Smith (* 1971), Politiker
- Martin Heath (* 1973), Squashspieler
- Simon Terry (1974–2021), Bogenschütze
- Emma Carrick-Anderson (* 1975), Skirennläuferin
- Steven Caldwell (* 1980), Fußballspieler
- Gary Caldwell (* 1982), Fußballspieler und -trainer
- Kieron Robert Achara (* 1983), Basketballspieler
- David Goodwillie (* 1989), Fußballspieler
- Grant Gilchrist (* 1990), Rugby-Union-Spieler
- Greg Stewart (* 1990), Fußballspieler
- Andrew Butchart (* 1991), Leichtathlet
- Tarran Mackenzie (* 1993), Motorradrennfahrer
- Stephen Kingsley (* 1994), Fußballspieler
- Fiona Brown (* 1995), Fußballspielerin
- Darren Petrie (* 1995), Fußballspieler
- Paul McMullan (* 1996), Fußballspieler
- Mirren Mack (* 1997), Schauspielerin und Tänzerin
- Kevin O’Hara (* 1998), Fußballspieler
- Sophie McKinlay (* 2006), Dartspielerin